# Ligamentum patellae
Het ligamentum patellae of knieschijfband is het ligament waarmee de knieschijf vastzit aan het scheenbeen. Het is een plat ligament van ongeveer acht centimeter lang. Het ligament wordt ook knieschijfpees of kniepees genoemd.